# Clue de Barles
La clue de Barles ou clue de Saint-Clément est une cluse de France située dans les Alpes-de-Haute-Provence, entre les communes de Barles et La Robine-sur-Galabre, dans la réserve naturelle géologique de Haute-Provence,.

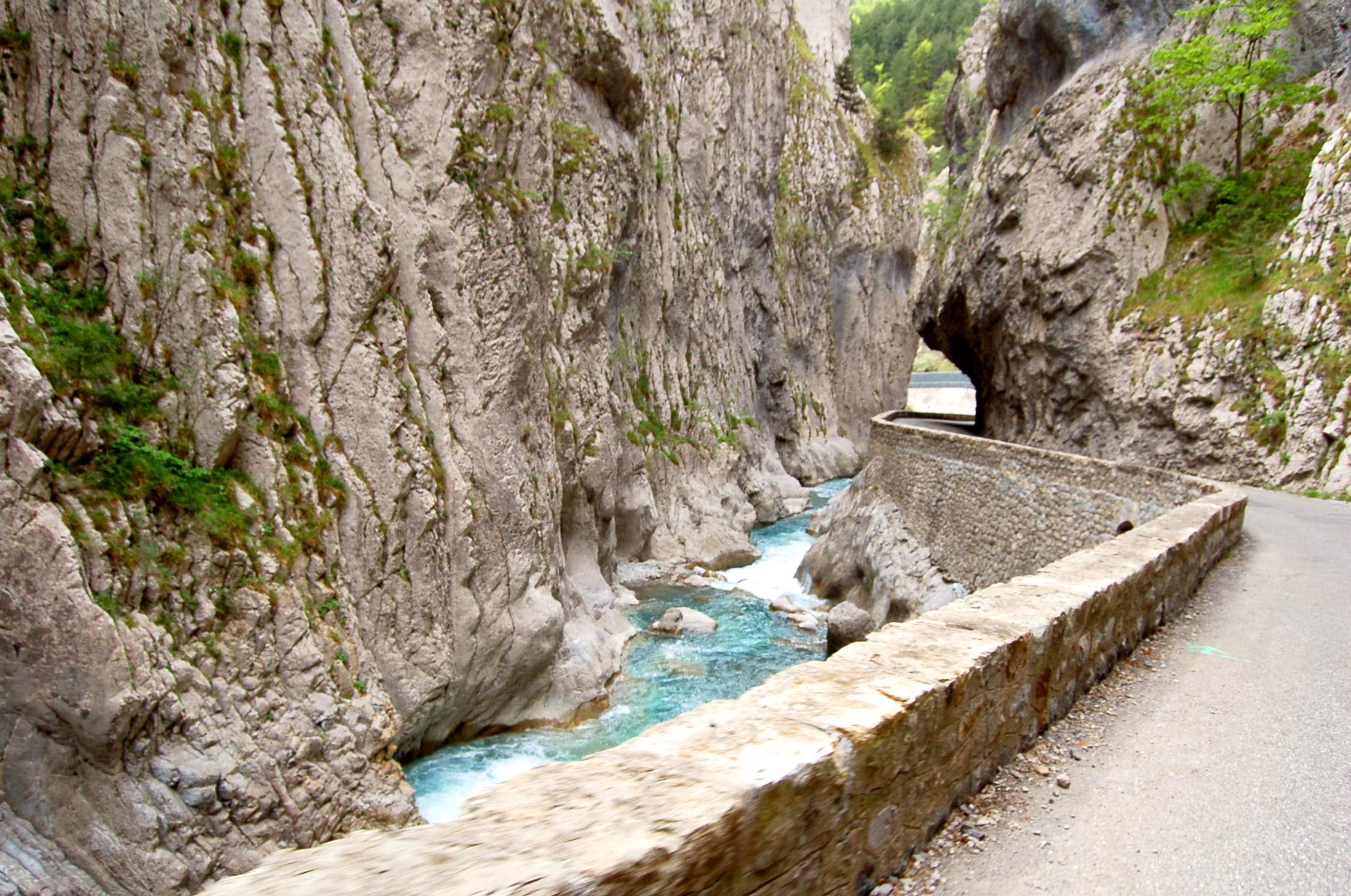
L'intérieur de la clue.